# Phycodurus
Phycodurus is een monotypisch geslacht van straalvinnige vissen uit de familie van de Syngnathidae (Zeenaalden).

## Soort
- Phycodurus eques (Günther, 1865) – Grote rafelvis